# Ulica Piwna w Warszawie

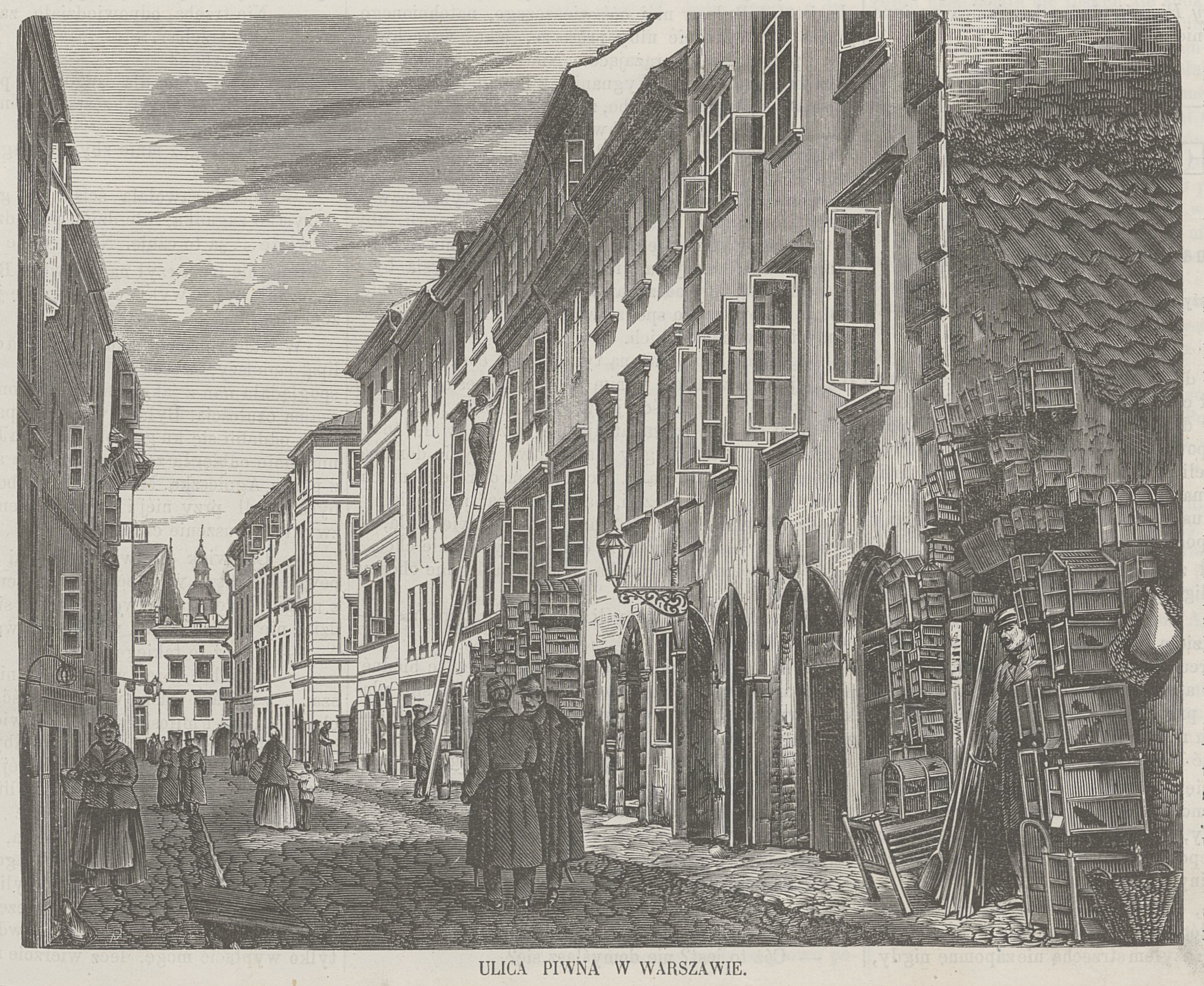
Ulica Piwna na drzeworycie z 1865 roku

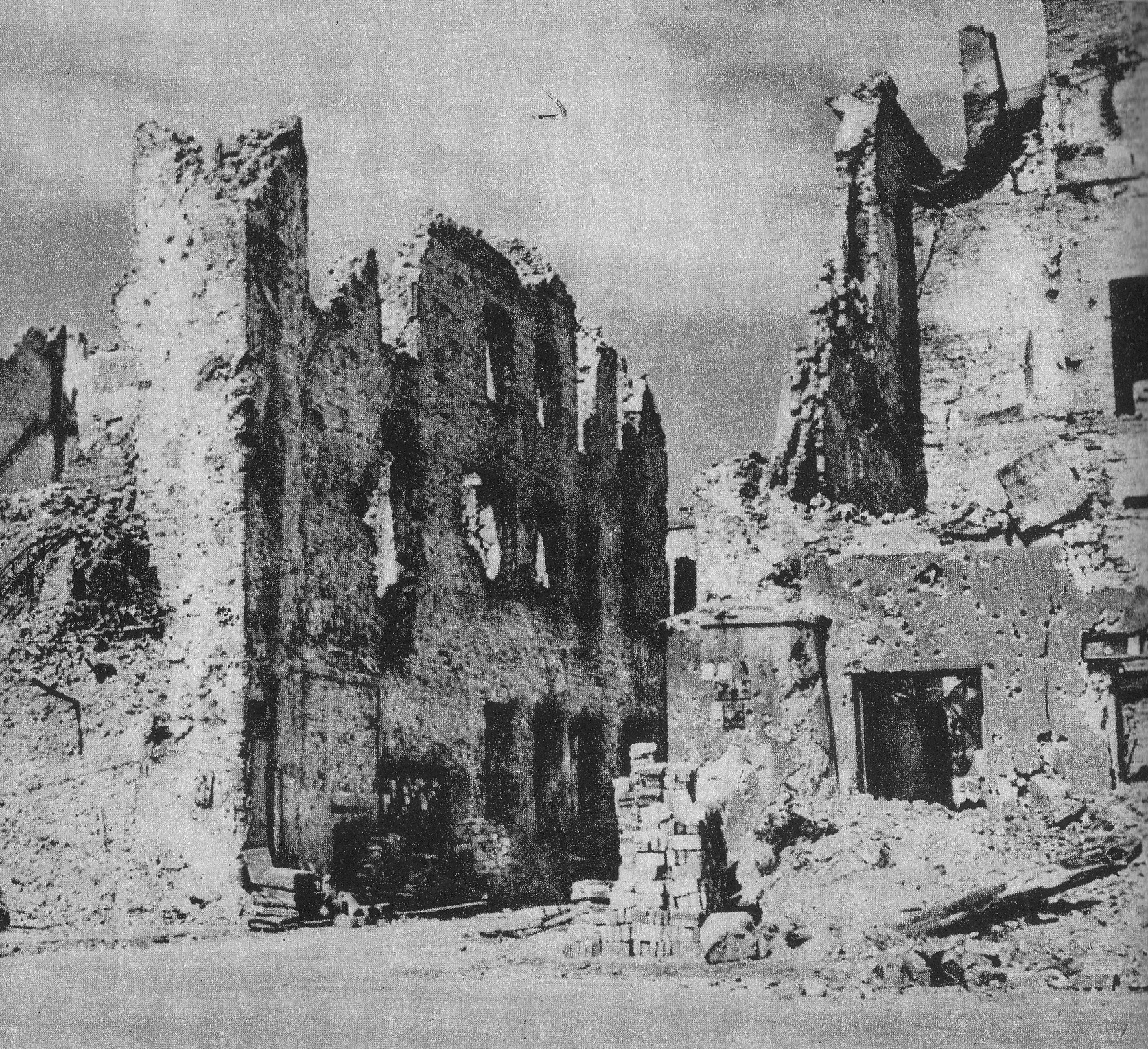
Wylot ulicy na plac Zamkowy w 1945 roku

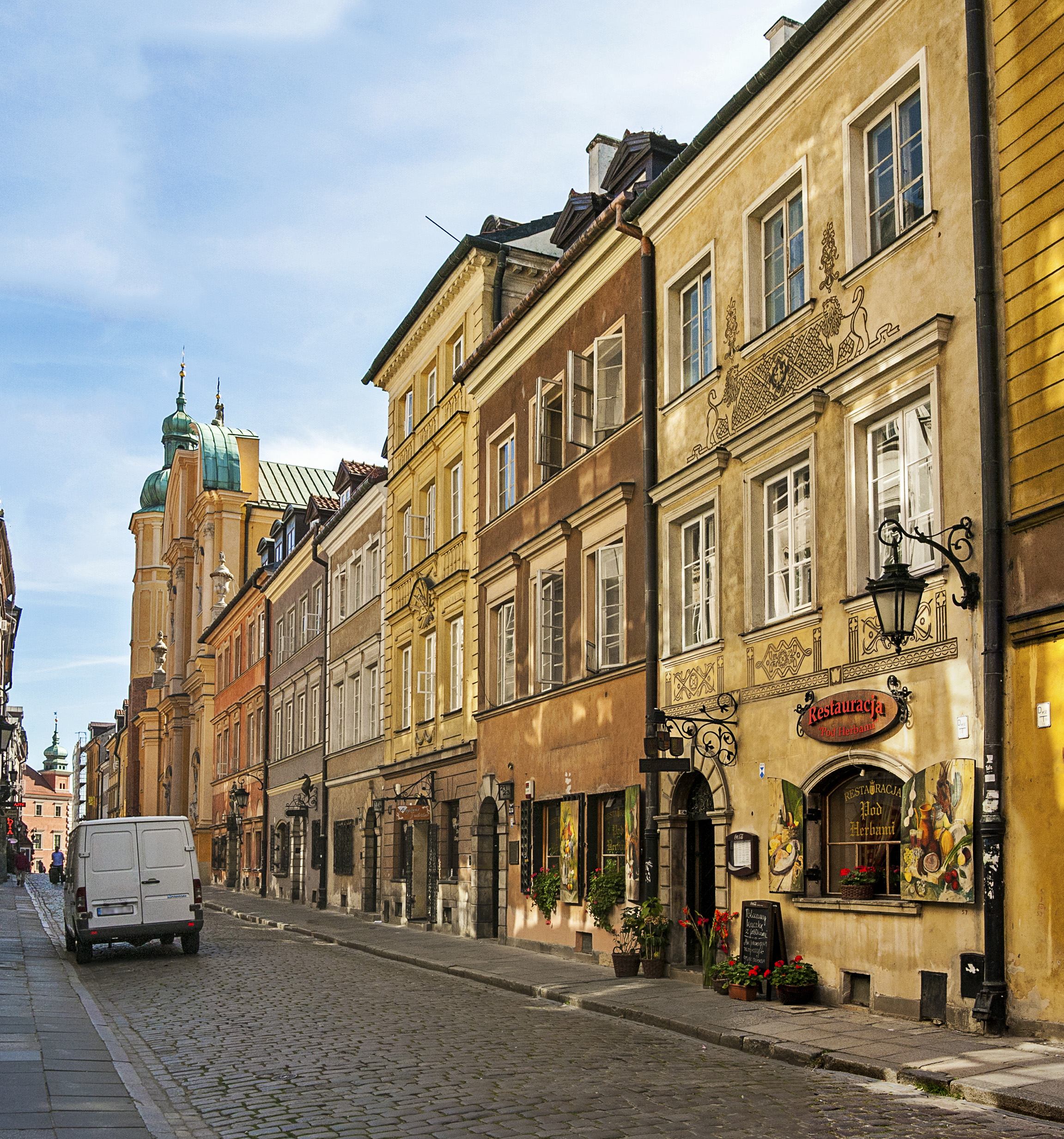
Ulica Piwna, widok w kierunku placu Zamkowego

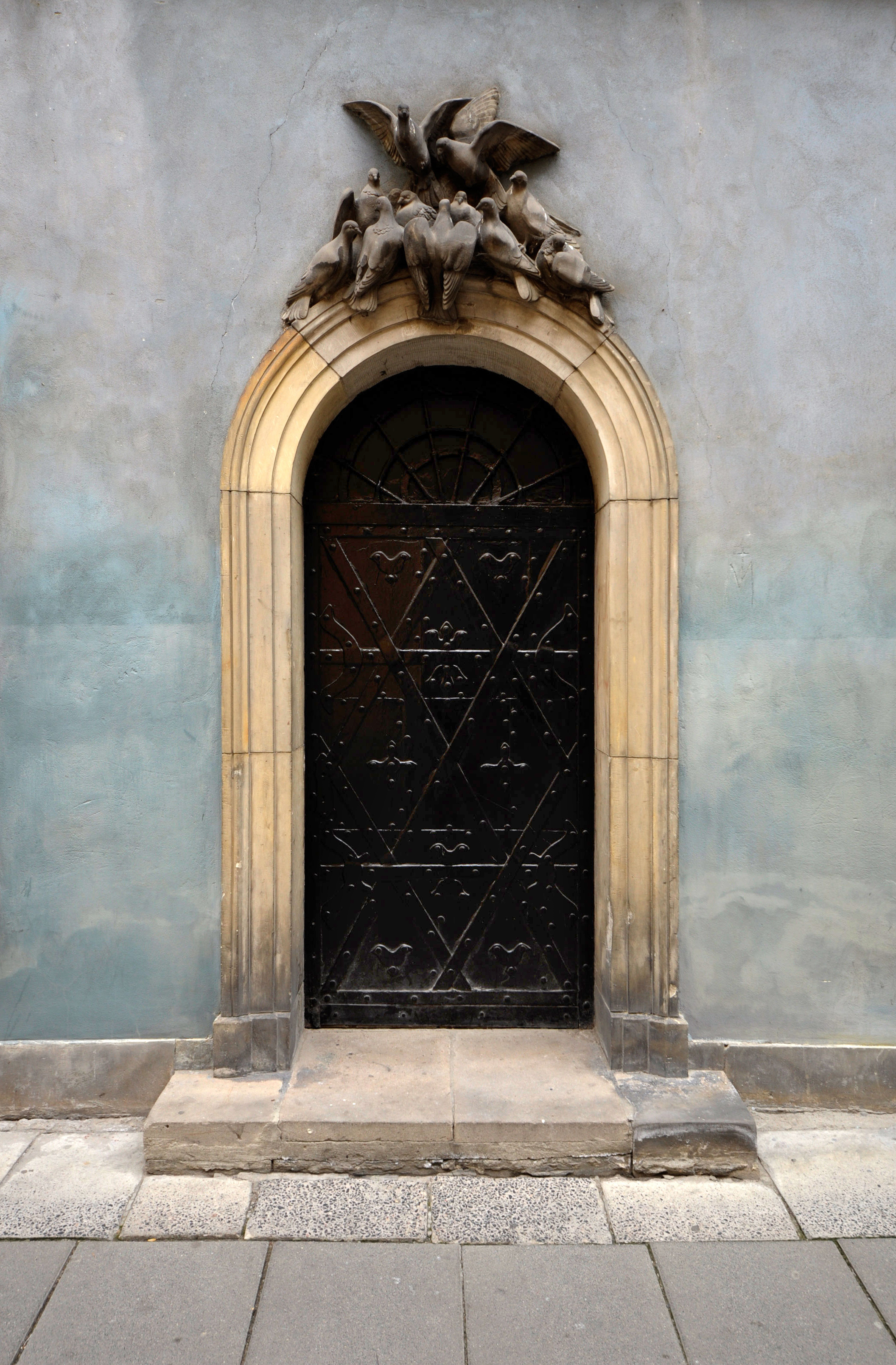
Rzeźba gołębi umieszczona na portalu kamienicy nr 6

Ulica Piwna – najdłuższa ulica Starego Miasta w Warszawie, biegnąca od placu Zamkowego do ul. Wąski Dunaj.

## Historia
Ulica została wytyczona na przełomie XIII/XIV wieku; wtedy nazywano ją już Pywna, o czym świadczy wzmianka z roku 1493. Nazwa najprawdopodobniej wiązała się z mieszczącymi się przy ulicy piwiarniami lub browarami. Sporadycznie bywała także nazywana Szynkarską, od zawodu pierwszych mieszkańców. Jednak dotyczyła ona jedynie odcinka między ul. Wąski Dunaj a ul. Piekarską, pozostały fragment – do placu Zamkowego nazywano platea S. Martini, Mnichów lub Św. Marcina, Marcinkańską. Wspólna nazwa – Piwna – ustaliła się dla całej ulicy dopiero w roku 1743.
Najstarszym obiektem murowanym przy ulicy jest kościół św. Marcina, wybudowany pierwotnie jako drewniany w latach 1353–54. W XV wieku zastąpił go gotycki kościół murowany o absydzie od strony ulicy Piwnej. Przy kościele funkcjonował klasztor i cmentarz; w roku 1442 księżna Anna ufundowała obok kościoła przytułek. Sam kościół został zupełnie przebudowany w XVII wieku; jego bryłę obrócono o 180 stopni, projektując główne wejście od strony ul. Piwnej. Po raz kolejny kościół przebudowano przed rokiem 1752, otrzymał wtedy nową fasadę i wystrój wnętrz.
W XV wieku przy ulicy powstała pierwsza i przez wiele lat jedyna w mieście apteka.
Zachodnia pierzeja ulicy wcześnie otrzymała murowaną zabudowę, w roku 1705 nie odnotowano już przy niej ani jednego domu z drewna; było to spowodowane częstymi pożarami, które pustoszyły tę stronę ulicy w latach 1478, 1580 i 1669. Zabudowa za każdym razem odbudowywana była ze zmianami, toteż jej ostateczny wygląd ukształtował się dopiero w XVII wieku. Wschodnią pierzeję stworzyły wznoszone w XV–XVII wieku tylne zabudowania kamienic przy ul. Świętojańskiej i bloku zabudowy Rynku Starego Miasta.
Od końca XVII wieku na miejscu oficyn powstawały zazwyczaj trzypiętrowe kamienice, tworzące dwufrontową zabudowę posesji położonych przy ul. Świętojańskiej.
Dla utrzymania komunikacji pieszej ul. Piwnej z równoległą ul. Świętojańską wytyczono dwie wąskie uliczki bez nazw. Pierwsza z nich, położona pomiędzy domami 10 i 12 została zabudowana już przed rokiem 1656 i odtworzona po roku 1945; drugą, istniejącą jeszcze w roku 1743 odtworzono tylko od strony ul. Piwnej.
W roku 1831 rozebrano kamienicę narożną u zbiegu z ul. Zapiecek, celem jej poszerzenia.
W roku 1869 w dawnym klasztorze augustianów urządzono przytułek dla ociemniałych, od roku 1907 na jego miejscu działała bursa i szwalnia Warszawskiego Towarzystwa Dobroczynności.
W roku 1949 prymas Stefan Wyszyński przekazał kościół i klasztor Zgromadzeniu Sióstr Franciszkanek Służebnic Krzyża, które odbudowały zespół w latach 1950–1959. Pozostałą zabudowę ulicy zniszczoną w roku 1944 odbudowano dość swobodnie z wprowadzeniem licznych zmian w latach 1952–54.
Jan Grudziński, pracując nad projektem rekonstrukcji kościoła św. Marcina, odtworzył jego szczyt na podstawie ryciny Johanna Matthiasa Steudlina z roku 1730. Artysta plastyk uwiecznił na nim jednak własną kreację, odbiegającą od ówczesnego wyglądu kościoła.

## Ważniejsze obiekty
- Kościół św. Marcina
- Muzeum Farmacji im. mgr Antoniny Leśniewskiej

## Inne informacje
- W 1953 w czasie odbudowy kamienicy pod nr 6 jej kamienny portal został ozdobiony rzeźbiarską grupą gołębi wykonaną przez Jadwigę Karwowską według projektu Haliny Kosmólskiej[5]. W ten sposób upamiętniono mieszkającą w tej kamienicy Kazimierę Majchrzak, pierwszą powojenną mieszkankę ulicy i opiekunkę staromiejskich gołębi, które tutaj – dzięki pomocy warszawiaków – dokarmiała[6][7].
- W latach 1952–2000 w narożnej kamienicy nr 25 (początkowo na pierwszym, a następnie na drugim piętrze od strony ul. Piekarskiej) mieszkał Bronisław Geremek, co upamiętnia odsłonięta 13 lipca 2009 tablica pamiątkowa[8].
- W kamienicy nr 21/13 w latach 1966–1992 mieszkał Tadeusz Łomnicki (przy wejściu tablica pamiątkowa).
- Kamienica nr 31 nr hip. 103 była w 1704 własnością Tylmana z Gameren[9].